# Himalayafnittertrast
Himalayafnittertrast (Trochalopteron lineatum) är en asiatisk fågel i familjen fnittertrastar inom ordningen tättingar.

## Utseende och läten
Himalayafnittertrasten är en liten (18-20 cm), gråbrun fnittertrast. Ovansidan är förutom övergumpen nästan helt streckad. På huvudet syns distinkt rostfärgade örontäckare. Den är kastanjebrun på vingarna, liksom den gråspetsade stjärten. Fågeln är ljudlig, med konstant gnisslande och visslande läten.

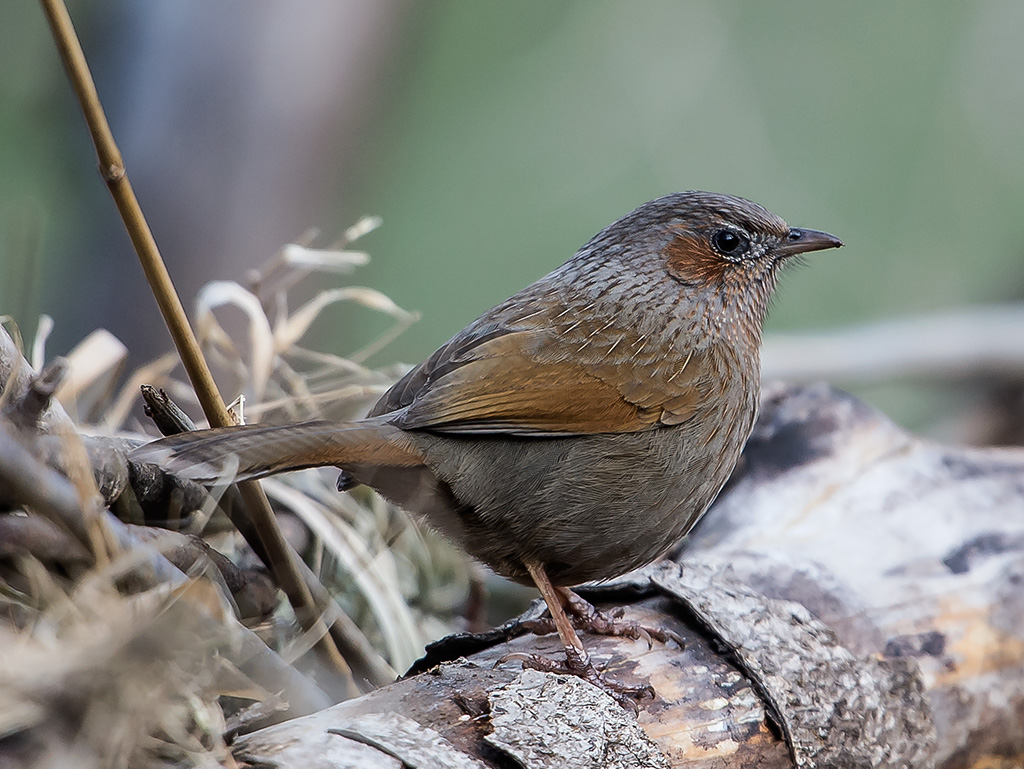

## Utbredning och systematik
Himalayafnittertrast delas in i fyra underarter med följande utbredning:
- Trochalopteron lineatum bilkevitchi – Tadzjikistan och östra Afghanistan till nordvästra Pakistan
- Trochalopteron lineatum gilgit – nordöstra Pakistan (Gilgitregionen i Kashmir)
- Trochalopteron lineatum lineatus – Himalaya (centrala Kashmir till nordvästra Uttar Pradesh och sydvästra Tibet)
- Trochalopteron lineatum setafer – Nepal till Sikkim och Västbengalen (Darjiling)

Ofta urskiljs även underarten schachdarense med utbredning från sydöstra Uzbekistan till sydöstra Tadzjikistan.
Tidigare behandlades bhutanfnittertrast (T. imbricatum) som en underart till himalayafnittertrast och vissa gör det fortfarande.
'

### Släktestillhörighet
Tidigare inkluderas arterna i Trochalopteron i Garrulax, men genetiska studier har visat att de är närmare släkt med exempelvis prakttimalior (Liocichla) och sångtimalior (Leiothrix).

## Levnadssätt
Himalayafnittertrasten påträffas i skogsbryn, trädgårdar, på vägrenar och i lågväxta buskområden, ofta nära bebyggelse, på mellan 1400 och 3905 meters höjd. Arten är inte speciellt skygg men håller sig dold i vegetationen. När den tar till vingarna flyger den fladdrigt och kort. Den uppträder i par eller smågrupper, födosökande lågt efter ryggradslösa djur och bär. Fågeln häckar mellan mars och oktober och lägger flera kullar per år. Arten är stannfågel, men kan röra sig till lägre områden vid extrem väderlek.

## Status och hot
Arten har ett stort utbredningsområde och en stor population med stabil utveckling och tros inte vara utsatt för något substantiellt hot. Utifrån dessa kriterier kategoriserar internationella naturvårdsunionen IUCN arten som livskraftig (LC). Världspopulationen har inte uppskattats men den beskrivs som vanlig.